# Suha Arafat
Suha Arafat (Arabisch: سهى داود عرفات), geboren als Suha Daoud Tawil Arabisch: سهى داود الطويل) Jeruzalem 17 juli 1963) is de Palestijns-Franse weduwe van Yasser Arafat en voormalig 'first lady' van de Palestijnse Autoriteit.

## Levensloop
Tawil werd geboren als Grieks-orthodoxe en groeide op in Ramallah en Nablus. Later studeerde zij aan de Parijse Sorbonne universiteit. Tawil (27) en Arafat (61) trouwden in het geheim in 1990, in het PLO-hoofdkantoor in Tunis, Tunesië. Op het moment van trouwen was zij nog steeds Grieks-orthodox. In 1990 bekeerde zij zich tot de islam. Haar bekering wordt door velen echter betwijfeld. Ze hielden hun bruiloft nog twee jaar geheim. Het huwelijk was een verrassing voor vele Palestijnen, want Arafat verklaarde vaak dat hij vrijgezel was omdat hij "getrouwd was met de Palestijnse zaak".
Na de Oslo-akkoorden verhuisde Suha met haar man uit Tunis naar Gaza, vanwaar hij aanvankelijk leiding gaf aan de PLO. In 1995 werd in Parijs hun enig dochtertje, Zahwa, geboren. In 2000 vertrok ze definitief naar de 'lichtstad' en trok in bij haar moeder. Suha ontving van de Palestijnse Autoriteit een maandelijkse toelage van 100.000 dollar. Ze bleef haar huis in Tunesië aanhouden.
Eind oktober 2004 bracht Arafat een bliksembezoek aan Ramallah wegens de ziekte van haar man en vloog met hem terug naar Parijs. Daarna verbleef Suha bij het ziekbed van haar echtgenoot, die op 11 november 2004 overleed.
Op 14 augustus 2007 werd haar Tunesische staatsburgerschap ingetrokken. In 2011 vaardigde een Tunesische rechtbank een arrestatiebevel uit tegen Suha Arafat op verdenking van corruptie.

## 'First lady'
Arafat hield meestal een hoog profiel aan als 'first lady' in de Palestijnse gebieden, en sprak zich soms controversieel uit. Toen de speculaties over Yasser Arafats ziekte hoog opliepen in november 2004, hield de internationale pers zich vrij intensief bezig met de rol van Suha in Arafats leven, de eventuele erfenis en haar verblijf in Parijs op staatskosten. Zij kreeg ook positieve aandacht van Palestijnen, omdat ze principieel niet met een Israëlisch VIP-pasje wilde reizen en zo haar tochten door de Palestijnse gebieden bemoeilijkte. Toch was ze niet erg populair bij de Palestijnen vanwege haar zeer luxe levensstijl en haar verblijf in Parijs, waardoor men haar niet meer als echte Palestijnse zag.